# Patinoa almirajo
Patinoa almirajo ist ein Baum in der Familie der Wollbaumgewächse aus Kolumbien bis ins angrenzende Peru, Brasilien und Panama. In Kolumbien ist er bekannt als Almirajó oder Mirajó. Der Gattungsname ehrt den kolumbianischen Agronomen Víctor Manuel Patiño (1912–2001).

## Beschreibung
Patinoa almirajo wächst als Baum etwa 15–20 Meter hoch. Der Stammdurchmesser erreicht etwa 25 Zentimeter.
Die gestielten, einfachen und ledrigen Laubblätter sind wechselständig und herabhängend. Der Blattstiel ist bis 3–5 Zentimeter lang. Die ganzrandigen, kahlen und eiförmigen bis verkehrt-eiförmigen oder elliptischen bis länglichen Blätter sind bespitzt, spitz bis geschwänzt. Sie sind 15–34 Zentimeter lang, bis 15 Zentimeter breit und an der Basis sind sie abgerundet bis leicht herzförmig. Die Nervatur ist handförmig, die kleinen Nebenblätter sind abfallend.
Die Blüten erscheinen blattgegenständig einzeln oder zu zweit an den Zweigenden. Die relativ großen, zwittrigen und gestielten Blüten sind fünfzählig mit doppelter Blütenhülle. Der dickliche und kahle Blütenstiel ist bis 1,5 Zentimeter lang, es sind kleine, abfallende Deckblätter vorhanden. Der außen kahle und innen dicht behaarte, bis etwa 3 Zentimeter lange Kelch ist röhrig mit 4 bis 5 kleinen, dreieckigen Zipfeln. Die schmalen, zungenförmigen und langen, feinhaarigen, zurückgelegten 5 grünlichen Petalen sind etwa bis 7,5 Zentimeter lang und sind unten an der Staubblattröhre angeheftet. Die Staubblätter sind in einer langen, schmalen und kahlen Röhre verwachsen, mit oben 5 freien, zugespitzten Ästen mit jeweils mehreren sitzenden Antheren. Der oberständige und behaarte Fruchtknoten ist fünfkammerig, -eckig mit einem langen, behaarten, im oberen Teil verdickten Griffel mit an der Spitze freien, kurzen, schlanken sowie spitzen Narbenästen.
Es werden große, bis zu 20–25 Zentimeter lange und 9–10 Zentimeter breite, mehrsamige, verkehrt-eiförmige bis ellipsoide, orange-braune bis bräunliche, nicht öffnende, oft bespitzte, fast kahle Früchte, Beeren (Panzerbeere) mit dicker, weich-ledriger, leicht rauer Schale gebildet. Die etwa 20–25 etwa 2,3–2,8 Zentimeter großen, ledrigen, elliptischen bis rundlichen, leicht abgeflachten Samen sind kurz, dicht, bräunlich und wollig behaart und sie liegen reihig in den Fruchtkammern in einer weichen und mehlig-faserigen, orange-gelben Pulpe.

## Verwendung
Die süßlichen Früchte sind essbar und werden in Kolumbien geschätzt.